# Rhysotoechia koordersii
Rhysotoechia koordersii är en kinesträdsväxtart som beskrevs av Ludwig Radlkofer. Rhysotoechia koordersii ingår i släktet Rhysotoechia och familjen kinesträdsväxter. Inga underarter finns listade i Catalogue of Life.